# Света Троица (Скачковце)
„Света Троица“ (на македонска литературна норма: „Света Троица“) е православен манастир в село Скачковце, северната част на Република Македония. Част е от Кумановско-Осоговската епархия на Македонската православна църква – Охридска архиепископия.
Манастирът е изграден на рида южно от селото в 2000 година от вевчански майстори и осветен в 2001 година. Освен католиконът в манастирския комплекс влизат конак, 12-метров кръст, издигнат в 1996 година, библиотека, каменна кула, статуи на Света Богородица и Свети Климент Охридски и триметрово великденско яйце.